# Per Söderbaum
Per Söderbaum, född 3 oktober 1841 i Rö socken, död 11 juli 1911 i Falun, var en svensk läkare och kirurg.
Per Söderbaum var son till kontraktsprosten Henrik Wilhelm Söderbaum och Sophia ("Sophie") Jacobina Pousette. Efter skolgång i Gävle blev Söderbaum student vid Uppsala universitet 1859 och 1864 medicine kandidat, 1868 medicine licentiat och 1877 medicine doktor där. Efter olika förordnanden blev han distriktsläkare i Dannemora 1868, läkare vid lasarettet och kurhuset i Eskilstuna 1874 och i Falun 1882 samt – sedan lasarettet där 1897 på hans initiativ starkt utvidgats – överläkare enbart på kirurgiska avdelningen där och tillika lasarettets styresman. Från dessa befattningar avgick han 1906. Han var därutöver 1890–1900 ledamot av Kopparbergs läns landsting. Söderbaum var en duglig kirurg, som under flera utländska studieresor utvidgade sina kunskaper. Bland annat var han en av de första i Sverige att tillämpa den Listerska antiseptiken. Han var även en kraftfull administratör, som lade ned stort arbete på länets sjukvård som styresman för Falu lasarett och landstingsman .